# Bobrovček
Bobrovček (allemand : Kleinbobrowetz, hongrois : Kisbobróc) est un village de Slovaquie situé dans la région de Žilina.

## Histoire
La première mention écrite du village date de 1231.

## Démographie

### Évolution de la population
| Année:               | 1994. | 2004.    | 2014. | 2024.    |
| -------------------- | ----- | -------- | ----- | -------- |
| Nombre de personnes: | 232   | 200      | 176   | 158      |
| Différence:          |       | -13,79 % | -12 % | -10,22 % |

| Année:               | 2023. | 2024.   |
| -------------------- | ----- | ------- |
| Nombre de personnes: | 165   | 158     |
| Différence:          |       | -4,24 % |